# Charity Collin
Charity Collin (Geburtsname Charity Laufer, * 1983 in Hamburg) ist eine deutsche Schauspielerin.

## Werdegang
Charity Collins Eltern stammen aus Ghana.
Von 2008 bis 2012 studierte sie Schauspiel an der Alanus Hochschule für Kunst und Gesellschaft in Alfter. Sie hat ein Sprechertraining absolviert und u. a. für Netflix-Serien  synchronisiert. Sie lebt in Hamburg. 
Während des Schauspielstudiums wirkte sie mit bei Aufführungen wie Hedda Gabler und Sibylle Bergs Lasst euch überraschen am Theater Bonn.
Im Frühjahr 2012 erhielt sie die Titelrolle Khady in der Uraufführung im Landestheater Schwaben.
Von 2012 bis 2014 war sie festes Ensemblemitglied am Jungen Theater des Theaters und Orchesters Heidelberg. Seit 2014 spielte sie auch Rollen im deutschen Fernsehen.

## Nominierungen
- 2024: Nominierung zusammen mit Mehmet Sözer und für den „Förderpreis Neues Deutsches Kino – Schauspielerische Leistung“ für ihre Rolle in Désirée / All We Ever Wanted[2]

## Film und Fernsehen

### Spielfilme & Kurzfilme
- All We Ever Wanted (2021, UDK Berlin) – Rolle: Désirée
- I Was Never Really Here (2021, Kurzfilm) – Rolle: Gifty
- Top Down Memory (2020, Kurzfilm) – Hauptrolle

### Fernsehserien & TV-Filme
- Morden im Norden (seit 2021, ARD) – verschiedene Episodenrollen
- Nachtschicht – Die Ruhe vor dem Sturm (2021, ZDF) – Rolle: Zoe Moss
- SOKO Stuttgart (2020, ZDF) – Gastrolle Tessa Philipp
- Dr. Klein (2017–2018, ZDF) – Krankenpflegerin Martha Obongo
- Bettys Diagnose (2022, ZDF), Sturm der Liebe (2014, ARD), Hubert & Staller (2013, ARD)

## Theater
Charity spielte 2018 in Coburg Geächtet (Ayad Akhtar) und 2016 in Jenseits von Afrika in Flensburg. 2023/24 war sie als Erzählerin im Theaterstück Tomorrow auf Kampnagel und an der Kulturkapelle Wilhelmsburg zu sehen.

## Filmografie (Auswahl)
| Jahr | Titel                                 | Format         | Rolle                     |
| ---- | ------------------------------------- | -------------- | ------------------------- |
| 2024 | WaPo Bodensee                         | TV-Serie (ARD) | Diverse Episodenrolle     |
| 2022 | Morden im Norden                      | TV-Serie (ARD) | Maryam Reuter             |
| 2022 | Bettys Diagnose                       | TV-Serie (ZDF) | Nancy Schreiber           |
| 2021 | Nachtschicht – Die Ruhe vor dem Sturm | TV-Film (ZDF)  | Zoe Moss                  |
| 2021 | All We Ever Wanted                    | Kinofilm       | Désirée                   |
| 2021 | I Was Never Really Here               | Kurzfilm       | Gifty                     |
| 2020 | Top Down Memory                       | Kurzfilm       | Hauptrolle                |
| 2020 | SOKO Stuttgart                        | TV-Serie (ZDF) | Tessa Philipp (Gastrolle) |
| 2018 | Dr. Klein                             | TV-Serie (ZDF) | Martha Obongo             |